# Махараль из Праги
Йехуда́ Ли́ва (Лёв, Лев, Леб) бен Бецале́ль (рабби Лёв, известен как ивр. מַהֲרַ"ל‎, Махараль ми-Праг) (1512 (?), Познань — 17 сентября 1609, Прага) — крупнейший раввин и галахический авторитет, мыслитель и учёный XVI века. Обладал обширными познаниями не только в области раввинистической литературы, но и в области многих светских наук, в особенности в математике. Дружил со знаменитым астрономом Тихо Браге.

## Вступление
Мыслитель и мистик Йехуда Лёв бен Бецалель из Праги был уважаемым человеком — согласно преданиям, советов раввина, причём как в религиозных, так и в светских вопросах, искал сам Рудольф II, правитель Священной Римской империи. Возможно, слухи о близких отношениях монарха с рабби преувеличены, но так или иначе — эти двое часто общались, у императора даже был колокол, якобы созданный бен Бецалелем с помощью каббалистических сил.
Махараль из Праги считается одним из главных авторитетов иудаизма, он внёс огромный вклад в религиозную философию. Согласно легенде, бен Бецалель занимался не только умозрительными теологическими концепциями — применив свои знания каббалы и сверхъестественные способности, он создал голема.
Во времена Рудольфа II пражские евреи подвергались гонениям — их обвиняли в похищениях и убийствах христианских младенцев с целью использования их крови в иудаистских ритуалах. Чтобы обезопасить еврейский народ от преследования, ребе создал из глины/праха истукана — Голема по имени Йозеф, который, становясь невидимым, патрулировал улицы Праги и даже мог поднимать мёртвых на защиту евреев. В конце концов, Голем вышел из-под контроля и начал убивать мирных жителей, поэтому бен Бецалель был вынужден прикончить его самого — вместо слова «эмет» (с ивр. — «истина»), давшего Голему жизнь, раввин начертал на лбу своего детища «мет» («смерть»). По другой легенде, бен Бецалель оживил Голема, вложив ему в рот тетраграмматон. По отнятии жизни Голем опять рассыпался в прах на чердаке Староновой синагоги.

## Биография
Родился в семье выходцев из Вормса. Год рождения Махараля неизвестен, в разных источниках перечисляются 1512, 1520 и 1526. Нет никаких документальных свидетельств того, что он получил формальное религиозное образование, что привело учёных к выводу, что он был чрезвычайно одарённым самоучкой.
С 1553 по 1573 год был окружным раввином в Микулове в Моравии, затем переехал в Прагу, где основал иешиву и общество изучения Мишны. В 1584—1588 годах был главным раввином Познани. В 1588 году вернулся в Прагу, где оставался до 1592 года (в этом году был принят императором Рудольфом II). С 1592 до 1597 года снова был главным раввином Познани и Польши, а с 1597 года до конца жизни — главным раввином Праги.

## Легенды о Махарале

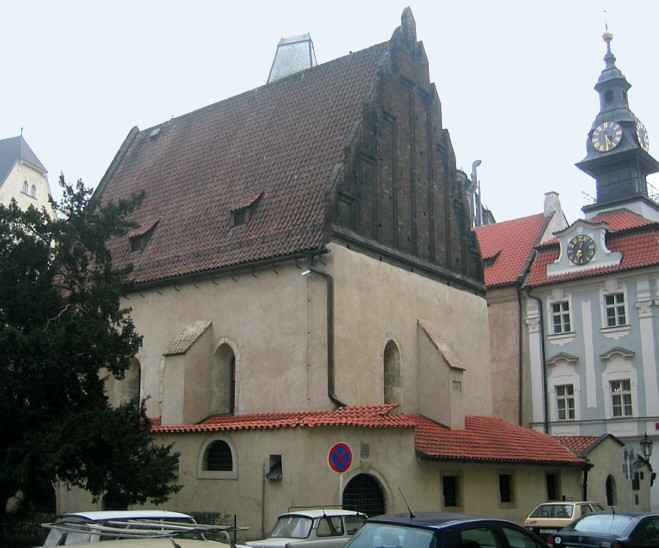
Старонова синагога в Праге (Staronova synagóga)

Согласно легенде, Махараль, не испугавшись бушующего пламени, сумел во время большого пожара Праги спасти библиотеку императора Рудольфа II. Позднее, во время военного парада, он остановил внезапно взбесившегося коня императора одним словом. После этих событий он стал личным другом императора.

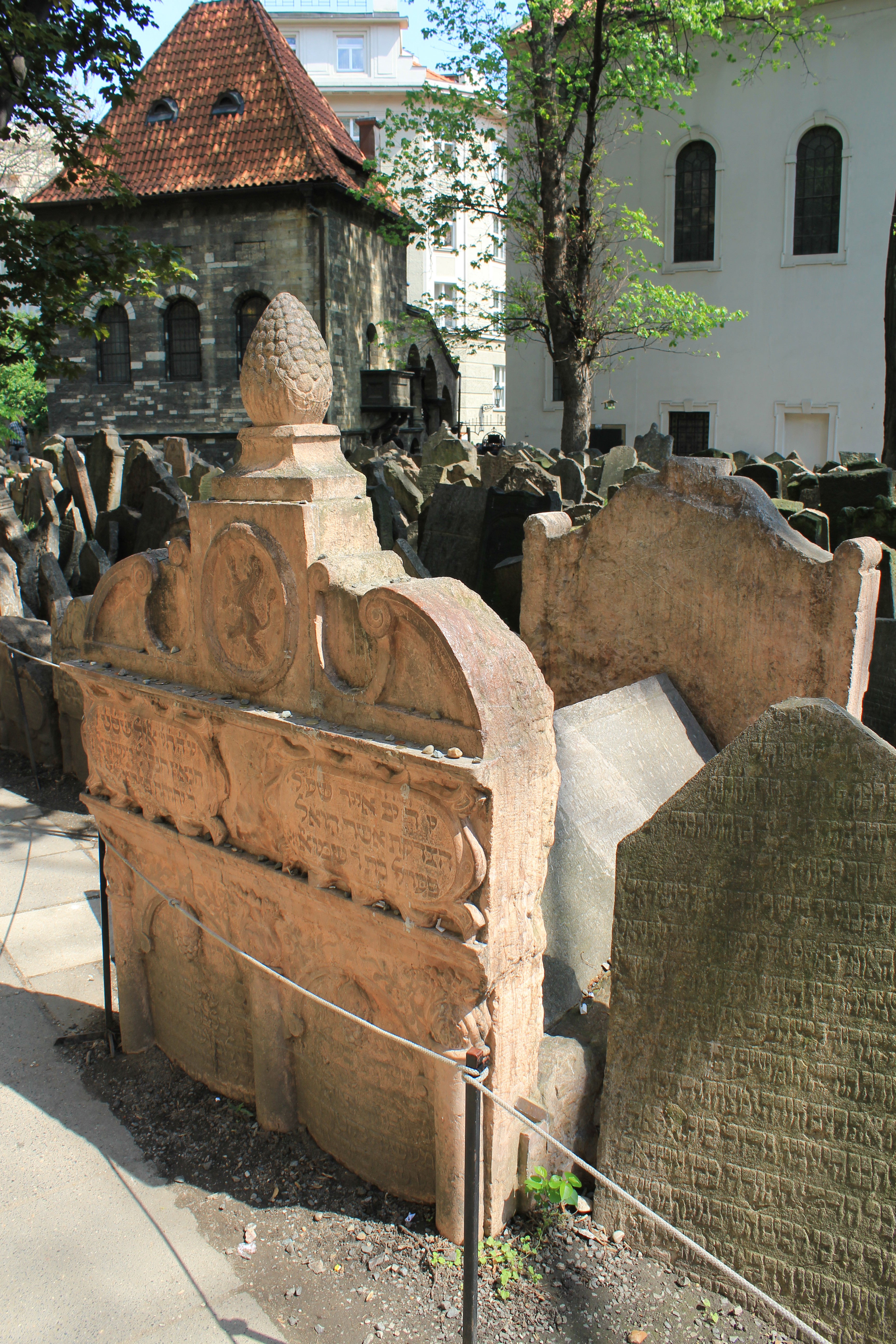
Могила рабби Лёва на Старом еврейском кладбище в Праге

Достоверные сведения о том, что Махараль занимался «практической каббалой», включавшей элементы магии, отсутствуют, хотя легенда и приписывает ему создание пражского Голема — искусственного человека, который предотвращал антиеврейские выступления.

## Наследие Махараля
Махараль широко известен благодаря своим трудам, в частности суперкомментариям к комментариям Раши на Тору, а также комментариям к апокалиптическим аггадот, работам по этике, философии и каббале. Самый известный его труд «Нетивот олам» («Тропы мира») оказал большое влияние на последующее развитие еврейской этической мысли.
Большое внимание Махараль уделял вопросам педагогики. Он считал необходимым учитывать возраст учащегося при выборе предметов преподавания, осуждал общепринятые методы изучения и преподавания Талмуда и одобрительно высказывался об изучении светских наук, не противоречащих принципам иудаизма.
В своих многочисленных произведениях Махараль рассматривал проблему взаимоотношений Бога с еврейским народом, а также проблему галута, его причины и пути к избавлению. Наиболее подробно эти вопросы рассматриваются в сочинениях «Тиферет Исраэль» («Слава Израиля») и «Нецах Исраэль» («Вечность Израиля»).
Махараль выступал за полную свободу выражения идей и мыслей и был идейным предшественником борцов за свободу слова в Европе.
Махараль внёс важный вклад в теорию познания. Согласно его взглядам, есть два вида знания, которые должны быть чётко разделены, — религиозное знание и научное знание. Первое абсолютно и приходит от Бога, а второе относительно. В качестве яркого примера Махараль приводил только что появившуюся в 1543 году систему Коперника, не называя его по имени. По мысли Махараля, появление «мастера новой астрономии» показывает шаткость научных знаний, ведь даже астрономия оказалась сомнительной (из книги Махараля «Беэр ха-Гола», которая вышла в 1598 году, это первое известное упоминание коперниканской революции в еврейской литературе). Полагают, что чёткое разделение науки и теологии подготовило почву для занятий науками у евреев без давления теологических догм, и наоборот, предотвратило нападки на верования на научной базе.
Полемизируя с утверждением христиан, согласно которому изгнание еврейского народа с его родины свидетельствует о том, что Бог оставил некогда избранный им народ, Махараль утверждал, что богоизбранность Израиля является безусловной. Она не зависит ни от заслуг патриархов, ни от исполнения Израилем воли Всевышнего. Избрание еврейского народа Богом вечно и неотменимо, ибо оно вытекает из самой природы Израиля.
Относясь отрицательно к попыткам искусственно приблизить избавление, Махараль призывал к покорности Божьей воле, которая установила естественный порядок в мире. Избавление придёт в назначенное время. Ему будут предшествовать небывалые страдания Израиля. В аллегорических толкованиях апокалиптических аггадот образ Мессии у Махараля утрачивает личные черты и приобретает более глобальный характер.
В исследованиях, посвящённых богатейшему духовному наследию Махараля, взгляды на место Махараля в еврейской культуре разнообразны и противоречивы. Его рассматривают как предтечу хасидизма и популяризатора каббалы; в нём видят гуманиста, но также — наследника средневекового аскетизма и благочестия. Махараль оказал большое влияние на рава Авраама Кука и стал одним из источников религиозного сионизма, но он же с небывалой прежде силой связал состояние изгнания (галут) с самой сущностью народа Израиля. Согласно его трактовке, галут есть нарушение естественного порядка, тройная аномалия: Израиль отторгнут от своего естественного местопребывания (Эрец-Исраэль), подчинён чужеземцам и рассеян. Обычно исследователь (или последователь) Махараля выбирает, в зависимости от собственных интересов, лишь одну из сторон его учения.
Махараля некоторые считают непоследовательным и эклектичным мыслителем, однако эта характеристика относится скорее не к самому Махаралю, а к современному восприятию его наследия. Учение самого Махараля отличается своей последовательностью, и той или иной фразе можно найти почти идентичное толкование в различных его книгах (к примеру, в «Гур арье», «Хидушей аггадот» и «Нетивот олам»). Это дает возможность разъяснять мысли Махараля, исходя из его же книг.

### Ученики
Махараль был одиноким мыслителем, многие идеи которого далеко опередили своё время и до сих пор звучат современно. Прямых учеников у Махараля не было. В памяти поколений сохранились многочисленные легенды об Махарале, свидетельствующие о том удивлении и преклонении, которые вызывала его личность, но также и о непонимании современниками глубины и оригинальности его мысли.
В истории еврейской мысли Махаралю принадлежит особое место. У него не было прямых последователей, но практически каждое движение в иудаизме считает его одним из своих предшественников.

### Труды Махараля
Свои труды начал публиковать в весьма преклонном возрасте.
- В 1578 году, в возрасте 66 лет, опубликовал свой первый труд — «Гур арье» («Молодой лев») — суперкомментарий к комментарию Раши на Пятикнижие и значительное его расширение.
- В 1582 — анонимно опубликовал книгу «Гвурот Ашем» («Мужество Всевышнего»), посвящённую Песаху. В предисловии к этой книге Махараль описал свои планы выпустить целую серию книг, которые охватят все сферы еврейской философии. В эту серию он планировал включить толкования Аггады, фундаментальные труды о вере иудаизма и о качествах души, а также семь книг о значении каждого из еврейских праздников.
- В 1595 году был опубликован двухтомный труд «Нетивот олам» («Тропы мира») о наилучших душевных качествах. Эти книги считаются наиболее простыми для понимания и изучение Махараля обычно рекомендуется начинать именно с них.
- В 1598 году, в возрасте 86 лет, опубликовал «Тиферет Исраэль» («Слава Израиля»), посвящённый Дарованию Торы (Шавуот).
- В течение двух последующих лет были опубликованы «Беэр ха-Гола» («Колодец изгнания»), «Нэр мицва» («Свеча заповеди») и «Ор хадаш» («Новый свет»).

Вследствие своего преклонного возраста Махараль не смог завершить свои планы, и книги «Ха-Гдола» о Шаббат, «Сефер ха-Ход» о Суккот и «Шамаим ва-Арец» о Рош ха-Шана и Йом Киппур так и не были написаны. Другие книги, которые были написаны, но не были опубликованы (главным образом, галахические труды) погибли в пожаре, во время погрома в 1689 году. Тем не менее, в трудах Махараля содержится немало его высказываний на тему Шаббата и праздников, которые дают возможность получить представление о его воззрениях в этой области.
Как правило, труды Махараля посвящены тем или иным еврейским праздникам.
- «Гвурот хашем» (ивр. «גבורות ה»‎, «Мужество Всевышнего») о Песахе
- «Тиферет Исраэль» (ивр. «תפארת ישראל»‎, «Слава Израиля») о Даровании Торы (Шавуот)
- «Нецах Исраэль» (ивр. «נצח ישראל»‎, «Вечность Израиля») о Девятом Ава и избавлении (геуле)
- «Нэр мицва» (ивр. «נר מצוה»‎, «Свеча заповеди») о Хануке
- «Ор хадаш» (ивр. «אור חדש»‎, «Новый свет») о Пуриме
- «Хидушей аггадот» (ивр. «חידושי אגדות»‎, «Новые толкования Агады») — серия книг философских толкований Агады в Талмуде.
- «Нетивот олам» (ивр. «נתיבות עולם»‎, «Тропы мира») о наилучших душевных качествах, в двух томах.
- «Диврей негидим» (ивр. «דברי נגידים»‎, «Слова учителей») комментарии к Пасхальной Хаггаде.
- «Гур арье» (ивр. «גור אריה»‎, «Молодой лев») — пояснения к комментарию Раши на Пятикнижие и его расширение в пяти томах.
- «Дерех ха-Хаим» (ивр. «דרך החיים»‎, «Жизненный путь») — толкование трактата Мишны «Авот» («Поучение отцов»).
- «Беэр ха-Гола» (ивр. «באר הגולה»‎, «Колодец изгнания») — сборник статей в защиту иудаизма от нападок церкви.
- «Драшот ха-Махараль» (ивр. «דרשות המהר"ל»‎, «Толкования Торы Махараля») — сборник статей, посвященных Торе, Субботе Раскаяния (Шаббат Тшува) и Великой Субботе (Шаббат ха-Гадоль).

## В современной культуре
- Будто бы сделанный им Голем упоминается в книге Стругацких «Понедельник начинается в субботу». В НИИЧАВО есть семь приборов, принадлежавших некогда Льву Бен Бецалелю, в том числе и диван-транслятор.
- Второстепенный персонаж романа «Посмотри в глаза чудовищ».
- Упоминается в книге Джонатана Келлермана[англ.], Джесси Келлермана «Голем в Голливуде» (2014)[13].
- Один из персонажей романа Михаила Успенского «Алхимистика Кости Жихарева» (2014).
- Созданному им Голему посвящается 4-й эпизод под названием «Смерть на молитве» 4-го сезона фэнтезийного мистического сериала «Гримм». В данном эпизоде также упоминается сам бен Бецалель, как создатель Голема, и кратко рассказывается довольно точно его биография.